# Max Davidson
Pour les articles homonymes, voir Davidson.
Max Davidson est un acteur allemand né le 23 mai 1875 à Berlin (Allemagne), mort le 4 septembre 1950 à Woodland Hills (États-Unis).

## Filmographie

### Années 1910
- 1913 : Cohen's Outing : Bit
- 1913 : Scenting a Terrible Crime : The Superintendent
- 1913 : Bill Joins the Band
- 1914 : Izzy and the Bandit : Izzy
- 1914 : Bill Joins the W.W.W. : Police Chief
- 1914 : An Interrupted Séance
- 1914 : After Her Dough
- 1914 : Izzy, the Operator : Izzy
- 1914 : Nell's Eugenic Wedding
- 1914 : The Last Drink of Whiskey
- 1914 : Hubby to the Rescue
- 1914 : Izzy's Night Out : Izzy Hupp
- 1914 : Izzy, the Detective : Izzy
- 1914 : How Izzy Was Saved : Izzy
- 1914 : How Izzy Stuck to His Post : Izzy
- 1914 : Izzy and the Diamond : Izzy Hupp
- 1914 : Izzy and His Rival : Izzy
- 1914 : Izzy Gets the Wrong Bottle : Izzy
- 1914 : Bill Organizes a Union
- 1914 : The Mascot
- 1914 : Bill Goes in Business for Himself
- 1914 : Bill Manages a Prize Fighter
- 1914 : The Million Dollar Bride
- 1914 : Bill Spoils a Vacation
- 1914 : Dizzy Joe's Career
- 1914 : Casey's Vendetta
- 1914 : Max's Money
- 1914 : Out Again, in Again
- 1914 : Ethel Has a Steady
- 1914 : A Corner in Hats
- 1914 : Mr. Hadley's Uncle
- 1914 : The Housebreakers
- 1914 : Bill and Ethel at the Ball
- 1914 : The Record Breaker
- 1915 : Love and Business
- 1915 : A Flyer in Spring Water
- 1915 : Cupid and the Pest
- 1915 : Bill Turns Valet : Le tailleur
- 1915 : Music Hath Charms
- 1915 : A Costly Exchange
- 1915 : Bill Gives a Smoker
- 1915 : Love in Armor
- 1915 : Caught by the Handle : Mr. Riche
- 1915 : Ethel's Doggone Luck
- 1915 : The Rent Jumpers
- 1915 : By Fair Means or Foul
- 1915 : Ethel's New Dress
- 1915 : Home Again
- 1915 : Gasoline Gus (en) de James Cruze
- 1915 : Brave and Bold
- 1915 : Unwinding It
- 1915 : The Beautiful Lover
- 1915 : Mr. Wallack's Wallet
- 1915 : Beppo, the Barber : Détective
- 1915 : A Chase by Moonlight : Mr. Flivver
- 1915 : Safety First, de Milton J. Fahrney : Le Détective
- 1915 : The Deacon's Whiskers : The Deacon, père de Fay
- 1915 : The Fatal Finger Prints : Mr. Spear
- 1915 : Faithful to the Finish : Colonel Boom
- 1915 : Shocking Stockings : Papa
- 1915 : Over and Back : Papa
- 1915 : The Jinks on Jenks
- 1915 : Don Quixote, d'Edward Dillon : Sancho Panza
- 1916 : The Village Vampire
- 1916 : Sunshine Dad : Voyant mystique
- 1916 : Mr. Goode, Samaritan : Majordome
- 1916 : Love's Getaway
- 1916 : Bedelia's Bluff
- 1916 : Intolérance (Intolerance: Love's Struggle Throughout the Ages), de D. W. Griffith : Voisin bienveillant (section Histoire moderne)
- 1916 : A Villainous Villain
- 1916 : Puppets : Scaramouche
- 1916 : The Heiress at Coffee Dan's : Shorty Olson
- 1917 : A Daughter of the Poor : Joe Eastman
- 1918 : Bas les masques ! (The Hun Within) de Chester Withey : Max
- 1919 : The Mother and the Law : Le voisin bienveillant
- 1919 : Dans les bas-fonds (The Hoodlum), de Sidney Franklin : Abram Isaacs

### Années 1920
- 1921 : No Woman Knows : Ferdinand Brandeis
- 1921 : The Idle Rich : Le tailleur
- 1922 : The Right That Failed : Michael Callahan
- 1922 : Second Hand Rose : Abe Rosenstein
- 1922 : Les Bons Larrons (Turn to the Right) de Rex Ingram
- 1922 : Un père (Remembrance), de Rupert Hughes : Georges Cartier
- 1923 : The Ghost Patrol : Raspushkin
- 1923 : Plumb Crazy
- 1923 : The Extra Girl
- 1923 : The Rendezvous : Commissaire
- 1923 : Sourire d'enfant (The Darling of New York) de King Baggot : Solomon Levinsky
- 1924 : Fools' Highway : Old Levi
- 1924 : Untamed Youth : Pierre (seulement version copyrighted)
- 1924 : Hold Your Breath : Vendeur de rue
- 1924 : Eat and Run
- 1924 : Trois Femmes (Three Women) : Petit rôle
- 1925 : The Rag Man : Max Ginsberg
- 1925 : Justice of the Far North : Izzy Hawkins
- 1925 : Vieux Habits, Vieux Amis (Old Clothes) de Edward F. Cline : Max Ginsburg
- 1925 : Hogan's Alley : Drapier
- 1926 : La Chevauchée de la mort (The Johnstown Flood) de Irving Cummings : David Mandel
- 1926 : Don Key (Son of Burro) : Mr. Browning, producteur de films
- 1926 : Vive le roi (Long Fliv the King) de Leo McCarey : Warfield
- 1926 : Into Her Kingdom : Vendeur de lacets
- 1926 : Le Mariage de Laurel (Get 'Em Young) de Fred Guiol et Stan Laurel : Isaac Goldberg, un avocat
- 1926 : Raggedy Rose : Moe Ginsberg
- 1926 : Sunshine of Paradise Alley : Solomon Levy
- 1926 : Kitty from Killarney
- 1927 : Hotel Imperial, de Mauritz Stiller : Elias Butterman
- 1927 : Anything Once!
- 1927 : Cheaters : Michael Cohen
- 1927 : Why Girls Say No, de Leo McCarey : Papa Whisselberg
- 1927 : Pleasure Before Business : Sam Weinberg
- 1927 : Jewish Prudence, de Leo McCarey
- 1927 : Don't Tell Everything, de Leo McCarey : Papa Ginsberg
- 1927 : What Every Iceman Knows de Leo McCarey et Hal Yates
- 1927 : Le Chant du coucou (Call of the Cuckoo) de Clyde Bruckman : Papa Gimplewart
- 1927 : Should Second Husbands Come First? de Leo McCarey : Mr. Wattles
- 1927 : My Best Girl, de Sam Taylor : Spectateur tribunal de nuit
- 1927 : Love 'Em and Feed 'Em de Clyde Bruckman : 'Cherokee' Cohen
- 1927 : Fighting Fathers
- 1927 : Vacances de M. Davidson (Flaming Fathers) de Leo McCarey et Stan Laurel : Papa Gimplewart
- 1928 : Pass the Gravy de Leo McCarey et Fred Guiol : Père
- 1928 : Dumb Daddies
- 1928 : Came the Dawn de Arch Heath
- 1928 : Blow by Blow de Leo McCarey
- 1928 : Tell It to the Judge de Leo McCarey et Hal Yates
- 1928 : Should Women Drive?, de Leo McCarey
- 1928 : That Night de Leo McCarey et Arch Heath
- 1928 : Wife Trouble
- 1928 : Do Gentlemen Snore? de Leo McCarey et James Parrott
- 1928 : All Parts
- 1928 : The Boy Friend
- 1928 : Feed 'em and Weep de Fred Guiol : Max, gérant du restaurant
- 1929 : Going Ga-ga de James W. Horne, Gilbert Pratt et Leo McCarey
- 1929 : Hurdy Gurdy
- 1929 : So This Is College : Moe Levine, le tailleur
- 1929 : Moan & Groan, Inc. : Le fou
- 1929 : Great Gobs

### Années 1930
- 1930 : The Shrimp : Professeur Schoenheimer
- 1930 : A Fall to Arms
- 1930 : The Lottery Bride de Paul Ludwig Stein : Agent matrimonial
- 1931 : The Itching Hour
- 1931 : Blondes Prefer Bonds
- 1931 : One of the Smiths
- 1931 : Prudence avec les femmes (Women of All Nations), de Raoul Walsh : Père d'Izzie
- 1931 : A Woman of Experience (en) : Gérant du Beer Garden
- 1931 : Oh! Oh! Cleopatra : Musicien Royal
- 1932 : Docks of San Francisco : Max, Détective
- 1932 : Alias the Doctor, de Lloyd Bacon et Michael Curtiz : Le propriétaire d'Anna
- 1932 : The Wet Parade
- 1932 : The Engineer's Daughter; or, Iron Minnie's Revenge
- 1932 : Daring Danger (en) de D. Ross Lederman : Toby
- 1932 : Two Lips and Juleps; or, Southern Love and Northern Exposure
- 1932 : The Bride's Bereavement; or, The Snake in the Grass
- 1933 : Thru Thin and Thicket; or, Who's Zoo in Africa
- 1933 : Lawyer Man : Max
- 1933 : Hokus Focus
- 1933 : The World Gone Mad (en) de Christy Cabanne : Abe Cohen - Tailleur
- 1933 : The Cohens and Kellys in Trouble (en) de George Stevens : Larsen
- 1934 : The Cat and the Fiddle : Vieil homme à sec
- 1934 : La Maison des Rothschild (The House of Rothschild), d'Alfred L. Werker : Homme dans la séquence 1780
- 1934 : Straight Is the Way : Homme aux vieux habits
- 1935 : Law Beyond the Range : Petit homme
- 1935 : Princess O'Hara : Juif
- 1935 : Southern Exposure : Homme saluant Charley au restaurant
- 1935 : La Jolie Batelière (The Farmer Takes a Wife), de Victor Fleming : Vendeur
- 1935 : Le Roman d'un chanteur (Metropolitan), de Richard Boleslawski : Taylor
- 1936 : Rogue of the Range : Max (colporteur)
- 1936 : Roamin' Wild (en) de Bernard B. Ray : Abe Wineman
- 1936 : Kelly the Second
- 1936 : Une aventure de Buffalo Bill (The Plainsman), de Cecil B. DeMille : Parieur #3 / Banquier
- 1937 : Man of the People : Mr. Shelman (Membre du Jury)
- 1937 : Exclusive : Tailleur
- 1937 : The Girl Said No d'Andrew L. Stone : Max
- 1937 : Rosalie, de W.S. Van Dyke : Chamberlain
- 1939 : Union Pacific : Joueur de cartes
- 1939 : The Great Commandment : Vieil homme

### Années 1940
- 1940 : La Tempête qui tue (The Mortal Storm), de Frank Borzage : Le vieil homme (facteur)
- 1940 : No Census, No Feeling : Magasinier
- 1940 : Le Dictateur (The Great Dictator), de Charlie Chaplin : Homme juif
- 1940 : Kitty Foyle (Kitty Foyle: The Natural History of a Woman), de Sam Wood : Homme fleur
- 1942 : Les Naufrageurs des mers du Sud (Reap the Wild Wind) de Cecil B. DeMille : Juré
- 1945 : L'Aventure (Adventure) : Homme à la bibliothèque